# Édouard Moncelle
Édouard Moncelle (1879-1962) est un homme politique français. Il est député de la Moselle de 1924 à 1942.

## Biographie
Édouard Marius Joseph Moncelle naît le 12 septembre 1879 à Metz, en Moselle. La Lorraine étant annexée à l'Empire allemand, il fait ses études en France. Diplômé de l'École nationale supérieure d'arts et métiers, il s'engage dans l'armée en 1899 jusqu'en 1902. Il est nommé sous-lieutenant de réserve en 1909 et après sa mobilisation, il est promu lieutenant de spahis durant la Première Guerre mondiale et intègre l'état-major du Maréchal Foch avec une promotion au grade capitaine en septembre 1918. Il est en 1930 promu comme commandant de réserve dans la 17e Compagnie de l'Air. Il a été blessé le 29 aout 1919 au col de La Chippotte dans les Vosges et reçoit deux citations avec sa Croix de guerre, l'un à l'ordre de la Division le 16 juin 1916 et l(autre à l'ordre de l'Armée le 19 juin 1919 pour son action en août 1914. Conseiller général du 2e canton de Metz à partir de 1919 jusque 1931, il est élu député en 1924 sur la liste de l'Union républicaine lorraine conduite par Robert Schuman et rejoint le groupe de l'Union républicaine démocratique, affilié à la Fédération républicaine. Il est alors président de la caisse départementale des mutuelles de bétail et administrateur du Crédit agricole. Il soutient à la Chambre l'assimilation du département à la condition du maintien du statut de droit local, notamment religieux. Il s'intéresse à la radiodiffusion, propose la suppression de l'impôt des grands magasins dans les trois départements recouvrés et dépose une proposition de loi sur la protection de la marque mirabelle de Lorraine.
Systématiquement réélu jusqu'en 1940 et vice-président de la Chambre des députés en juin 1930 jusqu'en 1932, il s'éloigne de la Fédération cette même année et rejoint le groupe parlementaire des proches d'André Tardieu, le Centre républicain, puis, en 1936, le groupe des Indépendants républicains. Le 10 juillet 1940, alors que la Moselle est sur le point d'être de nouveau annexée, il approuve la remise des pleins pouvoirs au Maréchal Pétain. Il se réfugie ensuite à Paris où s'y installe et quitte la vie politique.
Édouard Moncelle décède le 14 janvier 1962 dans le 7e arrondissement de Paris,.

## Mandats
- 11/05/1924 - 31/05/1928 : Moselle - Union républicaine démocratique[1];
- 29/04/1928 - 31/05/1932 : Moselle - Union républicaine démocratique[1];
- 08/05/1932 - 31/05/1936 : Moselle - Députés du centre républicain[1];
- 03/05/1936 - 31/05/1942[3] : Moselle - Indépendants républicains[1];

## Décoration
- Officier de la Légion d'honneur (12 mars 1936)
- Chevalier de la Légion d'honneur (16 juin 1920)
- Croix de guerre 1914-1918, étoile de bronze